# 't Leuken
 't Leuken is een buurtschap in de gemeente Bergen in de Nederlandse provincie Limburg. Het ligt iets ten noordwesten van het dorp Well.
’t Leuken is een oude benaming voor een omsloten, omwald of omheind gebied. Het Leukermeer, het vakantiepark Leukermeer en de jachthaven 't Leuken zijn naar de buurtschap vernoemd. 
Dorpen: Afferden · Nieuw Bergen · Siebengewald · Well · Wellerlooi

Buurtschappen en gehuchten: Aijen · Beekheuvel · Bergen · Bergsche Heide · Bleijenbeek · Bosscherheide · Elsteren · Gening · Groote Horst · Hengeland · Heukelom · Kamp · Kleine Horst · Knikkerdorp · Koekoek · Lakei · 't Leuken · Op de Belt · Rimpelt · Smal · Tuindorp · Vrij · Zeelberg